# Siège de Sarajevo
 (septembre 2020).
Si vous disposez d'ouvrages ou d'articles de référence ou si vous connaissez des sites web de qualité traitant du thème abordé ici, merci de compléter l'article en donnant les références utiles à sa vérifiabilité et en les liant à la section « Notes et références ».
Guerre de Bosnie-Herzégovine
Le siège de Sarajevo est le siège d'une capitale le plus long de l'histoire moderne,. Après avoir été assiégée initialement par les forces de l'armée populaire yougoslave,, Sarajevo, la capitale de la Bosnie-Herzégovine, est assiégée par l'armée de la république serbe de Bosnie du 5 avril 1992 au 29 février 1996 pendant la guerre de Bosnie. Le siège dure trois fois plus longtemps que le siège de Stalingrad et un an de plus que le siège de Léningrad.
Le nombre de morts civils est estimé à 11 541, dont 1 500 enfants,. Les rapports indiquent une moyenne d'environ 329 impacts d'obus par jour pendant le siège, avec un record de 3 777 impacts d'obus pour le 22 juillet 1993. Les tirs d'obus ont gravement endommagé les structures de la ville, y compris des bâtiments civils et culturels.
Après la guerre, le Tribunal pénal international pour l'ex-Yougoslavie (TPIY) a condamné quatre responsables serbes pour de nombreux chefs de crimes contre l'humanité commis pendant le siège, y compris le terrorisme. Stanislav Galić et Dragomir Milošević (en) ont été condamnés respectivement à la réclusion à perpétuité et à 29 ans de prison. Leurs supérieurs, Radovan Karadžić et Ratko Mladić, ont également été reconnus coupables de génocide et condamnés à la réclusion à perpétuité.

## Déroulement

### Origines
Dès sa création après la Première Guerre mondiale, le gouvernement de la Yougoslavie a étroitement surveillé les nationalismes des peuples yougoslaves, craignant qu'ils puissent mener au chaos et à la dislocation de l'État fédéral. À la mort de Tito en 1980, cette politique prend une tournure dramatique. Les Serbes nationalistes, menés par Slobodan Milošević, cherchent à obtenir des changements structurels afin de favoriser les Serbes. Il en a résulté une montée en forte puissance et une réaction similaire des groupes politiques nationalistes parmi les autres peuples de la fédération. La poursuite de cette politique par Milosević n'a fait qu'exacerber les diverses réactions nationalistes et les forces centrifuges menant à l'éclatement du pays.
Craignant une Yougoslavie dominée par les Serbes, la Croatie et la Slovénie déclarèrent leur indépendance en 1991. Sans ces deux principales républiques non-serbes dans la fédération, la possibilité de domination par les Serbes de n'importe quelle future Yougoslavie était encore plus grande.
Les parlementaires serbes de Bosnie, ont abandonné le parlement central de Sarajevo et ont formé l'Assemblée du peuple serbe de Bosnie-Herzégovine en octobre 1991, qui a marqué la fin de la coalition qui a gouverné après les élections de 1990. Cette Assemblée a créé la république serbe de Bosnie-Herzégovine le 9 janvier 1992, qui est devenue la Republika Srpska en août 1992.
Tout au long de 1990, le plan RAM a été élaboré par l'Administration de la sécurité de l'État et un groupe d'officiers serbes sélectionnés de l'Armée populaire yougoslave (JNA) dans le but d'organiser les Serbes en dehors de la Serbie, de consolider le contrôle du tout nouveau SDP, et le prépositionnement des armes et des munitions. Le plan visait à préparer le cadre d'une troisième Yougoslavie dans laquelle tous les Serbes avec leurs territoires vivraient ensemble dans le même État. Alarmé, le gouvernement de Bosnie-Herzégovine a déclaré son indépendance de la Yougoslavie le 15 octobre 1991, peu de temps après la création de l'Assemblée nationale serbe par les Serbes de Bosnie.
La déclaration de souveraineté de Bosnie a été suivie d'un référendum d'indépendance les 29 février et 1er mars 1992, boycotté par la grande majorité des Serbes. Le taux de participation au référendum était de 63,4 %, 99,7 % des électeurs ayant choisi l'indépendance.
La Communauté européenne reconnut la Bosnie comme État indépendant le 6 avril. Avant tout acte officiel, la guerre avait commencé.

### Guerre
Lorsque la Bosnie-Herzégovine a déclaré son indépendance de la Yougoslavie après le référendum sur l'indépendance de la Bosnie en 1992, les Serbes de Bosnie - dont l'objectif stratégique était de créer un nouvel État serbe de Bosnie de la Republika Srpska (RS) qui inclurait les zones à majorité bosniaque - ont encerclé Sarajevo avec une force de siège de 13 000 hommes stationnés dans les collines environnantes.
Le premier incident de la guerre reste un point de controverse entre les Serbes et les autres groupes. Ce qui semble sûr, c'est que la guerre a commencé à Sarajevo. Les Serbes affirment que le premier incident survint après l'assassinat de Nikola Gardović lors d'un cortège de mariage serbe au premier jour du référendum, le 29 février 1992. Les Bosniaques affirment que ce fut après un certain nombre d'assassinats politiquement orientés dans le premier trimestre de cette année. Le début le plus largement admis de la guerre est le 5 avril 1992. Le jour de la déclaration d'indépendance, des marches de paix massives eurent lieu dans la ville, dont le groupe de manifestants le plus important se dirigea vers le bâtiment du parlement. À ce moment, des extrémistes serbes armés ouvrirent le feu sur la foule, tuant une personne, Suada Dilberović, qui est considérée comme la première victime de la guerre en Bosnie et du siège de Sarajevo. Aujourd'hui, le pont où elle a été tuée porte son nom afin d'honorer sa mémoire.

Carte du siège de Sarajevo au plus fort avancement des troupes serbes.

Durant les mois précédant la guerre, l'armée populaire yougoslave et les milices en présence dans la région ont commencé à se positionner sur les collines ceinturant la ville. L'artillerie et divers autres équipements impliqués plus tard dans le siège de la ville furent déployés. Au mois d'avril 1992, le gouvernement de la république de Bosnie-Herzégovine exigea du gouvernement yougoslave le retrait de ces forces. Il n'accepta de soustraire au dispositif que les forces ne dépendant pas de la république socialiste de Bosnie-Herzégovine. Les éléments serbes de Bosnie de l'armée furent rapidement transférés dans l'armée de la république serbe de Bosnie (qui avait elle-même déclaré son indépendance de la Bosnie quelques jours après que la Bosnie l'eut fait de la Yougoslavie). Ces troupes composaient la majeure partie des forces autour de Sarajevo, ce qui rendait le retrait de Milošević relativement insignifiant.
Un blocus complet de la ville fut alors officiellement établi par les forces serbes. Les routes principales menant à la ville furent bloquées, stoppant les envois de nourriture et de médicaments. L'eau, l'électricité et le chauffage furent coupés. Les forces serbes autour de Sarajevo, bien que mieux équipées, étaient numériquement inférieures aux défenseurs bosniaques retranchés dans la ville. Par conséquent, au lieu de tenter de prendre la ville, ils l'assiégèrent et la bombardèrent en continu pour l'affaiblir, sans quitter les collines.
Pour contourner le blocus, l'aéroport de Sarajevo fut ouvert le 22 juin 1992 par le président François Mitterrand qui décida de forcer son ouverture et permit ainsi le déclenchement d'un pont aérien humanitaire. L'aéroport fut alors rapidement transféré à l'organisation des Nations unies qui y organise le transport aérien.

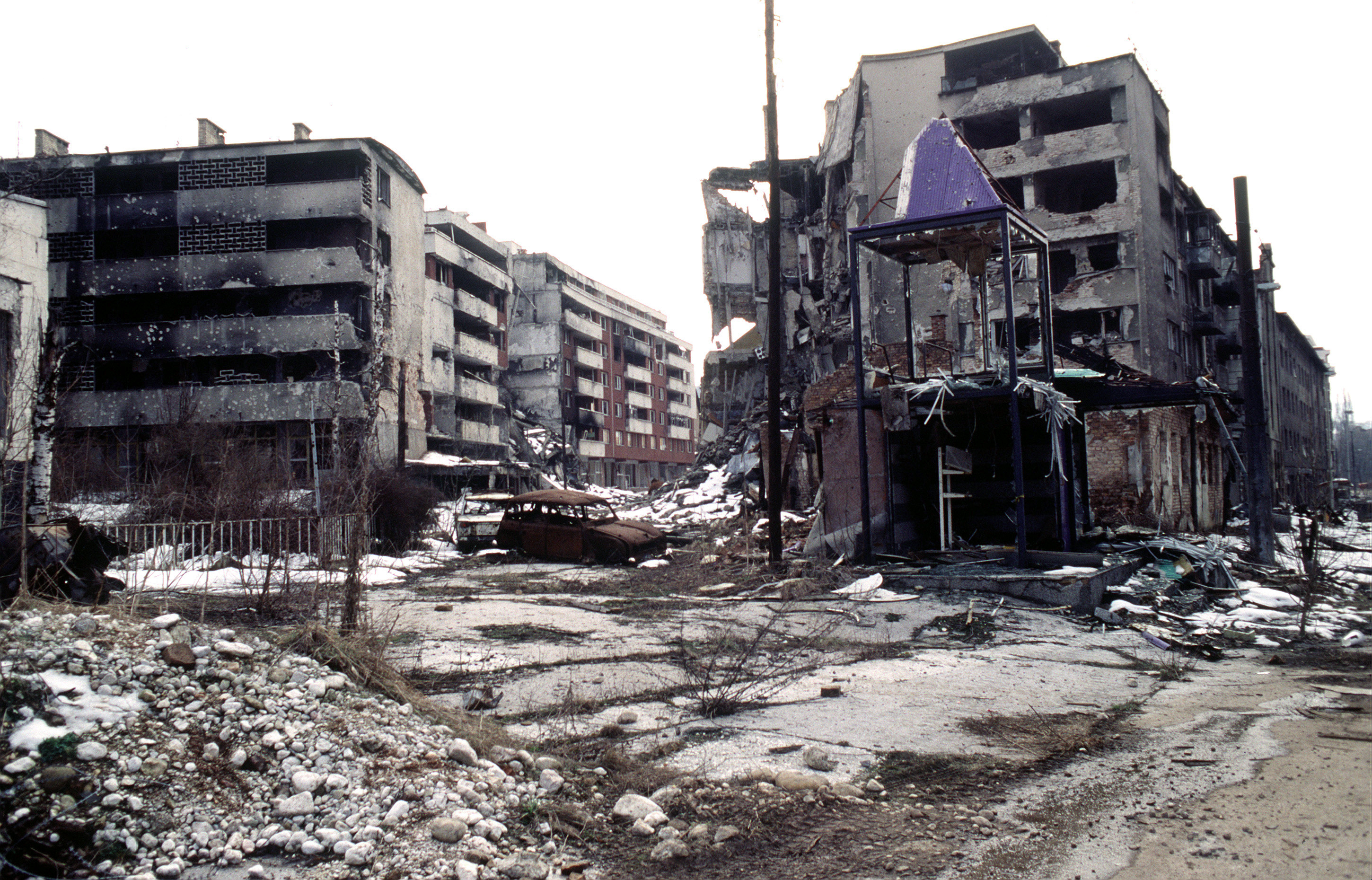
Immeubles d'habitation très endommagés près du pont Vrbanja dans le quartier de Grbavica sur la rive gauche de la rivière Miljacka

C'est entre le second semestre 1992 et la première moitié de 1993 que le siège de Sarajevo connut son paroxysme. De nombreuses atrocités furent commises, et de violents combats eurent lieu. Les forces serbes bombardèrent continuellement la ville. Certains Serbes à l'intérieur de la ville se rallièrent à la cause des assiégés. La plupart des armureries et des approvisionnements militaires de la ville étaient sous le contrôle de Serbes. Des tireurs isolés hantaient la ville, à tel point que « Pazite, Snajper ! » (Prenez garde, tireur isolé !) était devenu un avertissement courant. Quelques rues étaient si dangereuses qu'elles furent surnommées Sniper Alley. Les Serbes prirent certaines zones de la ville au cours d'offensives victorieuses, notamment la municipalité de Novo Sarajevo.
Les défenseurs de la ville disposaient d'un armement inférieur aux assaillants. Il n'était pas rare que des pistolets soient fabriqués avec du matériel de récupération, tel que des tuyaux domestiques. Des opérations de reprise de positions serbes dans la ville ont considérablement aidé la cause bosniaque. Contournant un décret d'embargo international sur les armes, quelques bosniaques qui avaient rejoint l'armée au départ de la guerre ont passé des armes en contrebande dans la ville à travers les lignes serbes.

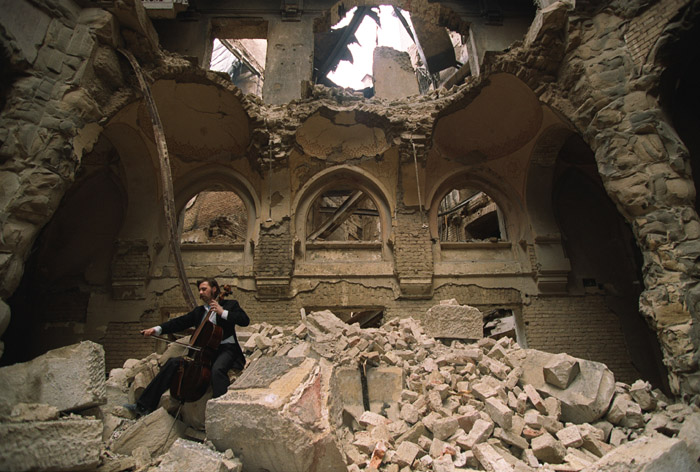
Vedran Smailović jouant dans la Bibliothèque nationale partiellement détruite de Sarajevo en 1992

Les bombardements ne firent pas d'exceptions ni de subtilités. En septembre 1993, les rapports ont conclu que pratiquement tous les bâtiments de Sarajevo avaient subi des dommages, et 35 000 ont été complètement détruits. Parmi ces bâtiments visés et détruits figuraient des hôpitaux et des complexes médicaux, les sièges des médias et les centres de communication, les industries, les bâtiments gouvernementaux, les installations militaires et les centres des Nations unies. Parmi les destructions remarquables il y eut le bâtiment de la présidence de la Bosnie-Herzégovine et la bibliothèque nationale, qui a brûlé avec des milliers de textes irremplaçables,.

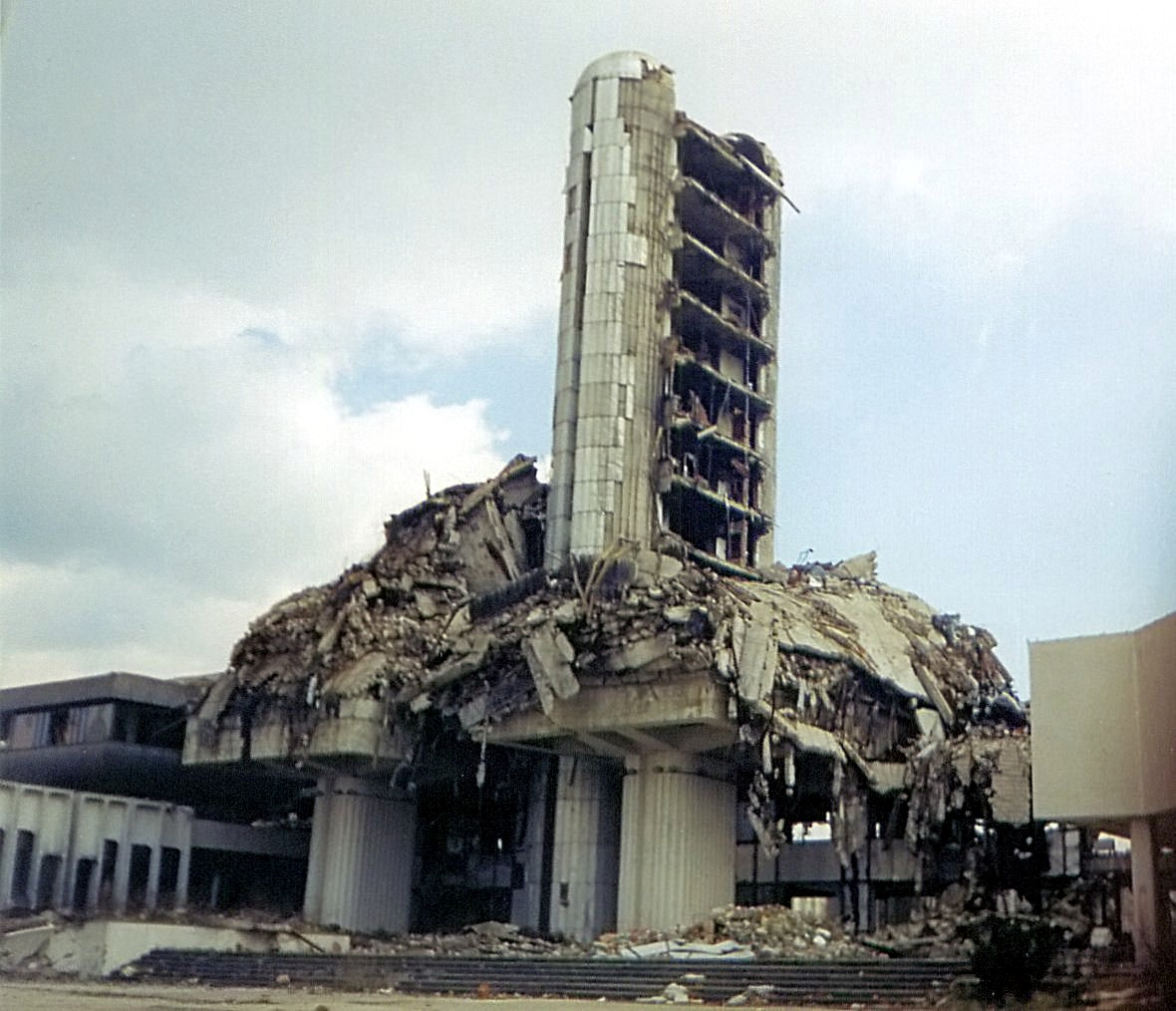
Le bâtiment Oslobođenje détruit en 1992.

Bombarder la ville eut un coût énorme en vies humaines. Les massacres de masse, principalement aux obus de mortier, ont fait les unes des journaux de l'Ouest. Le 1er juin 1993, quinze personnes furent tuées et quatre-vingt blessées lors d'un match de football. Le 12 juillet de la même année, douze personnes furent tuées pendant qu'elles faisaient la queue pour de l'eau. Un attentat devant une boulangerie ainsi que deux explosions sur le marché de Markale, qui firent plusieurs dizaines de victimes, furent également très médiatisés. Ces événements justifièrent l'intervention de l'OTAN.
En réponse au massacre de Markale, l'ONU imposa un ultimatum aux forces serbes pour retirer l'armement lourd au-delà d'une certaine limite dans un délai donné, sans quoi ils feraient face à une attaque aérienne.
À la fin de l'ultimatum les forces serbes se conformèrent aux ordres. Le bombardement de la ville a alors considérablement diminué, ramenant l'espoir d'une issue proche. Un corridor humanitaire fut installé à la mi-1993, ce qui permit d'approvisionner la ville, bien que nul ne puisse en sortir. Ce corridor fut l'un des principaux moyens de contourner l'embargo international d'armes et de fournir aux défenseurs de quoi se défendre, ce qui a peut-être sauvé Sarajevo.

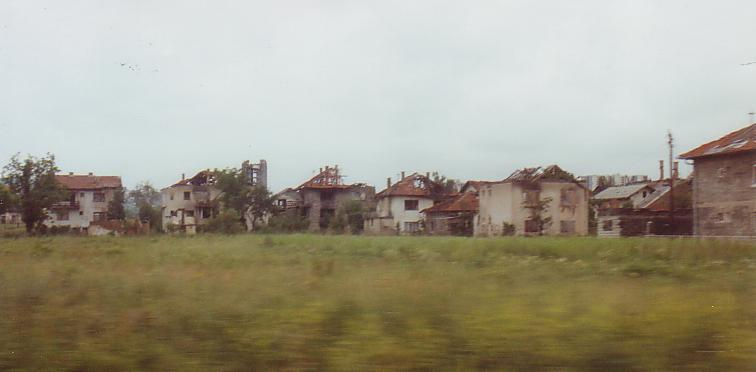
Maisons détruites à proximité de l'aéroport de Sarajevo en juin 1994.

En 1993, alors que les forces serbes allaient parvenir à conclure l'encerclement de la ville au mont Igman, un tunnel passant sous la piste de l'aéroport de Sarajevo, alors zone neutre sous contrôle de l’ONU, permit aux forces bosniaques de contenir l'avancée serbe sur le mont Igman et à de nombreux civils de quitter la ville assiégée. Encore visible aujourd’hui, ce tunnel passait sous l’aéroport pour relier le centre de Sarajevo à Butimir, petite localité au pied du mont Igman. Dans son récit de voyage en Bosnie-Herzégovine, le linguiste français Paul Garde raconte comment il dut l’emprunter pour entrer à Sarajevo en octobre 1994 : 

« Je prends le sac, je sors, personne ne m’arrête. Je suis dans le tunnel.
C’est un boyau étroit, comme une galerie de mine (ce sont, me dira-t-on, les mineurs de Zenica qui l’ont creusé). Il est éclairé faiblement, mais suffisamment. On peut y croiser ou y dépasser à la rigueur, mais en se serrant bien contre la paroi, comme dans un couloir de train. Normalement on ne croise pas. Le tunnel, me dira-t-on, fonctionne une demi-heure dans chaque sens. »

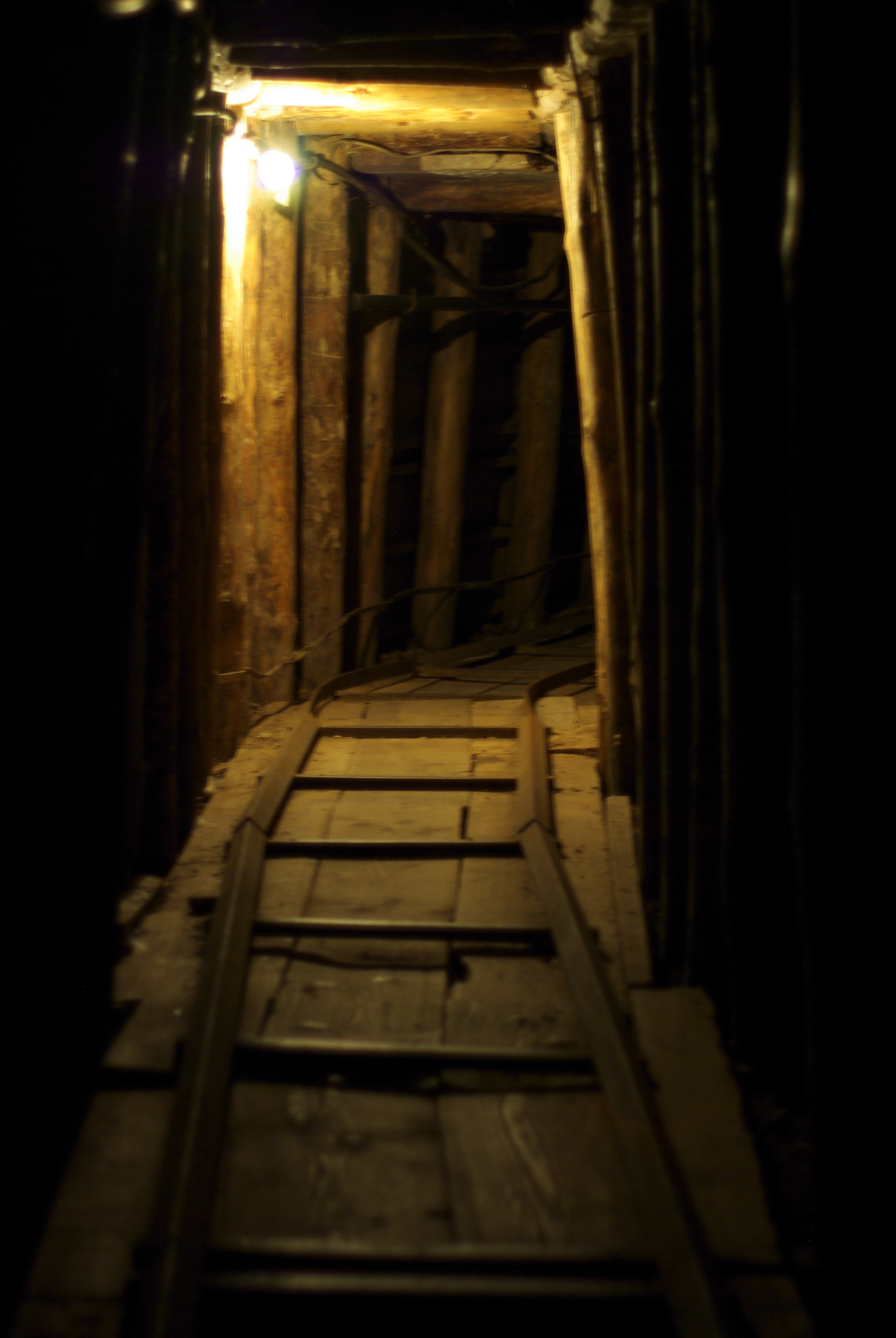
tunnel de Sarajevo

Paul Garde fut le seul étranger à franchir ce tunnel, qui servit jusqu’à la levée du siège en 1995 : « Le conseiller m’interroge sur mon voyage et paraît stupéfait d’apprendre que j’ai emprunté le tunnel. À l’ambassade, on n’a, paraît-il jamais rencontré personne qui y soit passé. Il semble qu’il soit réservé aux Bosniens et je suis, à sa connaissance, le seul étranger qui l’ait traversé. […] Chose curieuse, les gens d’ici parlent de passer ce tunnel comme s’il s’agissait de prendre le métro ; les étrangers, eux, me regardent comme si j’avais gravi l’Annapurna. Rien ne montre mieux le gouffre existant entre les deux mondes ».
Les assaillants serbes tentèrent de l’anéantir à plusieurs reprises, soit en bombardant ses accès, soit en tentant de l’inonder en creusant un tunnel adjacent relié à la nappe phréatique. Sans ce tunnel, jamais les hommes, les vivres, les armes et les munitions nécessaires à la défense de la ville et à la survie de la population n’auraient pu y entrer. Il est à noter que les forces de l'ONU ne prirent jamais l'initiative de le détruire, probablement par crainte des éventuelles réactions de la communauté internationale que cela aurait pu entraîner.
Pendant le siège de Sarajevo, la Force de protection des Nations unies (FORPRONU) poursuivit un rôle ambigu, en particulier du fait de la France qui verrouillait les postes clefs de commandement (commandant de la force, commandant du secteur de Sarajevo, bataillons de la FORPRONU). Tout en s’interposant, cette force refusa d’intervenir contre les agresseurs serbes de la ville qui continuèrent à utiliser des armes lourdes pour bombarder quotidiennement la capitale bosniaque.
Un ancien officier de la FORPRONU a détaillé avec réalisme la duplicité de cette intervention qui a signé l’échec du mandat de l’ONU et qui s’est terminée par le massacre de Srebrenica (juillet 1995). Le président américain Bill Clinton a alors imposé sa solution de force via l’OTAN et stoppé la guerre en quelques semaines en s’en prenant enfin aux agresseurs serbes de ce conflit.
Un cessez-le-feu fut décrété en octobre 1995, et les accords de Dayton furent ratifiés plus tard dans l'année, apportant la fin des hostilités, la stabilité et un retour à la normale. Le gouvernement de la république de Bosnie-Herzégovine déclara officiellement la fin du siège de Sarajevo le 29 février 1996.
Le 14 décembre 1994, Bruce Dickinson (chanteur du groupe Iron Maiden), alors en tournée mondiale pour promouvoir son album solo Balls To Picasso, emmène son groupe à Sarajevo, dévastée et assiégée, par convoi humanitaire, escorté par des soldats de l’ONU, pour donner un concert à la salle BKC. Les habitants de la capitale ont redécouvert le miraculeux concert de 1994 après la sortie en 2016 de Scream for me, Sarajevo!, un documentaire réalisé par des auteurs bosniens. En avril 2019, le chanteur, par cette action, est fait citoyen d’honneur de la ville de Sarajevo par le maire de la ville (Igor Gavric).
Ce documentaire revient de manière synthétique sur le plus long siège de l'histoire moderne.

## Conséquences
Sarajevo a été fortement endommagée pendant ces quatre années. Le siège de Sarajevo est assurément la plus sombre période dans l'histoire de la ville. Avant la guerre, la ville était en forte période de croissance et de développement. En 1984, les Jeux olympiques d'hiver ont rapporté une partie de la gloire qu'elle n'avait pas connue depuis la fin du XVIIe siècle. La guerre a stoppé tout cela, laissant une ville ruinée. D'une population d'avant-guerre d'environ 500 000 habitants, la ville est passée à 250 000.
Sarajevo était un modèle de relations inter-ethniques, mais le siège a engendré des bouleversements considérables. Sans compter les milliers de réfugiés qui quittèrent la ville, un nombre très important de Serbes de Sarajevo s'exilèrent pour la république serbe de Bosnie. Le pourcentage de Serbes dans la population totale de Sarajevo a chuté de plus de 30 % en 1991 à légèrement plus de 10 % en 2002. Les régions de la municipalité de Novo Sarajevo faisant maintenant partie de la république serbe de Bosnie ont formé le Srpsko Sarajevo (Sarajevo serbe), où se trouvent maintenant la plupart des Serbes d'avant-guerre.
Depuis les années sombres du début des années 1990, Sarajevo a accompli des progrès énormes, et est sur le chemin du rétablissement comme capitale européenne moderne. En 2004, la majeure partie des dommages faits aux bâtiments pendant le siège étaient réparés, et les ruines et les impacts de balles sont devenus rares. Des projets de construction ont fait de Sarajevo la ville avec la plus rapide croissance de l'ex-Yougoslavie. La population métropolitaine était en 2002 d'environ 401 000 habitants, soit 20 000 de moins qu'en 1991.

#### Romans
- Steven Galloway, Le Violoncelliste de Sarajevo, Éditions Lattès, 2009 (ISBN 978-2709629997).
- Zlata Filipovic, Le journal de Zlata, 1993.
- Margaret Mazzantini, Venir au monde, 10-18, 2010.
- Edna O'Brien, Les Petites Chaises rouges (2015)
- Joe Kubert, Fax de Sarajevo, Vertige Graphic, 1994

#### Jeux vidéo
- Le jeu This War of Mine développé par 11 bit studios s'inspire de ce siège en reproduisant une ambiance similaire dans la ville fictive de Pogoren. Il exprime les dures conditions de survie auxquelles ont dû faire face les civils.

##### Cinéma
- Jean-Luc Godard, Je vous salue, Sarajevo, 1993 (court-métrage)
- 1395 Days Without Red, 2011
- Guillaume de Fontenay, Sympathie pour le diable, 2019